# 18113 Bibring
18113 Bibring è un asteroide della fascia principale. Scoperto nel 2000, presenta un'orbita caratterizzata da un semiasse maggiore pari a 2,2909317 UA e da un'eccentricità di 0,1338418, inclinata di 1,32572° rispetto all'eclittica.